# 15 Draconis
15 Draconis (A Draconis) é uma estrela na direção da Draco. Possui uma ascensão reta de 16h 27m 59.05s e uma declinação de +68° 46′ 05.0″. Sua magnitude aparente é igual a 4.94. Considerando sua distância de 491 anos-luz em relação à Terra, sua magnitude absoluta é igual a −0.95. Pertence à classe espectral A0III.